# Benjamin Britten
Benjamin Britten (1913-1976) là nhà soạn nhạc, nhạc trưởng, nghệ sĩ piano người Anh. Ông là nhà soạn nhạc thuộc thời kỳ Hiện đại. Ông có công với opera Anh khi là người phục hưng lại nền nghệ thuật này sau 200 năm kể từ sự ra đi của Henry Purcell và George Frideric Handel (sau sự ra đi của nhà soạn nhạc lớn này, nền opera Anh bị quên lãng suốt thời gian dài). Ngoài ra, Britten còn là nghệ sĩ piano, nhạc trưởng xuất sắc.

## Cuộc đời và sự nghiệp
Sinh ngày 22 tháng 11 năm 1913 tại Lowestoft, Benjamin Britten học nhạc tại trường Đại học Hoàng gia London. Năm 19 tuổi, Britten biểu diễn tác phẩm lớn cho dàn nhạc đầu tiên của mình, bản Sinfonietta. Trong khoảng thời gian từ năm 1935 đến năm 1939, ông chủ yếu sáng tác cho sân khấu, phim và đài phát thanh. Những năm 1939-1942, nhà soạn nhạc người Anh sống ở Mỹ, sau trở nước đinh cư tại Aldeburg. Ông trở thành một trong những người sáng lập Hôi opera thính phòng Anh (1947). Britten còn là người có những sáng kiến tổ chức những Liên hoan âm nhạc của nhiều thời đại tại nơi ông qua đời. Năm 1965, ông được trao giải thưởng mang tên Jean Sibelius. Ngoài sáng tác, ông còn nghiên cứu, cải biên dân ca Anh.
Ông qua đời ngày 4 tháng 12 năm 1976 tại Aldeburg.

## Phong cách sáng tác
Benjamin Britten là một trong những nhà soạn nhạc xuất sắc của thế kỷ XX. Ông là người kế tục những giá trị truyền thống hiện thực của âm nhạc.

## Các tác phẩm
Bẹnamin Britten đã sáng tác các vở opera Peter Grimes (1945), Lăng nhục Lucretia (1946), Albert Herring (1947), Billy Budd (1951), Gloriana (1953), Vặn đinh ốc (1954), Giấc mộng đêm hè (1960), Đứa con hoang toàng (1968), Owen Wingrave (1971), Cái chết ở Venice (1973); vở operetta Paul Bunyan (1941); vở ballet Ông hoàng của các ngôi chùa (1956); bản cantata Bản ballad về những anh hùng cho giọng tenor, hơp xướng và dàn nhạc, để tặng những chiến sĩ Binh đoàn Quốc tế chiến đấu chống phát xít tại Tây Ban Nha (1939); Giao hưởng mùa xuân cho đơn ca, hợp xướng và dàn nhạc (1949), Giao hưởng Requiem (1940); các bản overture Xây nhà (1967); hai bản tứ tấu (1941, 1945); những tác phẩm dành cho piano, violin, viola, oboe và organ; những bản romance 7 sonnnets của Michelangelo (1940); những bản hơp xướng, nổi bật có bản Ballad cho hợp xướng trẻ em và dàn nhạc; 3 tuyển tập cải biên dân ca.